# Konstantinos Iosifidis
Konstantinos Iosifidis (på græsk Κώστας Ιωσηφίδης, født 14. januar 1952 i Piræus, Grækenland) er en tidligere græsk fodboldspiller (forsvarer).
Iosifidis tilbragte hele sin aktive karriere, fra 1971 til 1985 hos PAOK Saloniki. Med klubben var han med til at vinde det græske mesterskab i både 1976 og 1985.
Iosifidis spillede desuden 51 kampe og scorede to mål for det græske landshold. Han var en del af den græske trup til EM i 1980 i Italien. Her spillede han to af grækernes tre kampe i turneringen, hvor holdet blev slået ud efter kun at have opnået ét point i gruppespillet.